# KV18
Ngôi mộ KV18 nằm trong Thung lũng của các vị Vua ở Ai Cập, đã được dùng cho việc chôn cất vị Pharaon Ramses X của Vương triều 20. Tuy nhiên vì nó đã bị bỏ hoang khi vẫn còn chưa xây dựng xong và vì không có thiết bị lễ tang, nó không được chắc chắn là nó đã thực sự được sử dụng cho việc chôn cất.
Ngôi mộ bao gồm một lối vào và hai phần của hành lang, tách ra bởi các cổng. Lối vào được phát hiện bởi Howard Carter trong những năm đầu thế kỷ 20 như các khu vực đầu tiên của thung lũng. Ông cũng đã tìm thấy một số hành lang với bức tường quét vôi trắng. Sau khi thâm nhập vào sườn đồi khoảng 43 mét, nó kết thúc vào mặt đá.
Rất ít thông tin được biết về ngôi mộ này và phần cuối của hành lang đã được dọn dẹp gần đây.

## Xem thêm

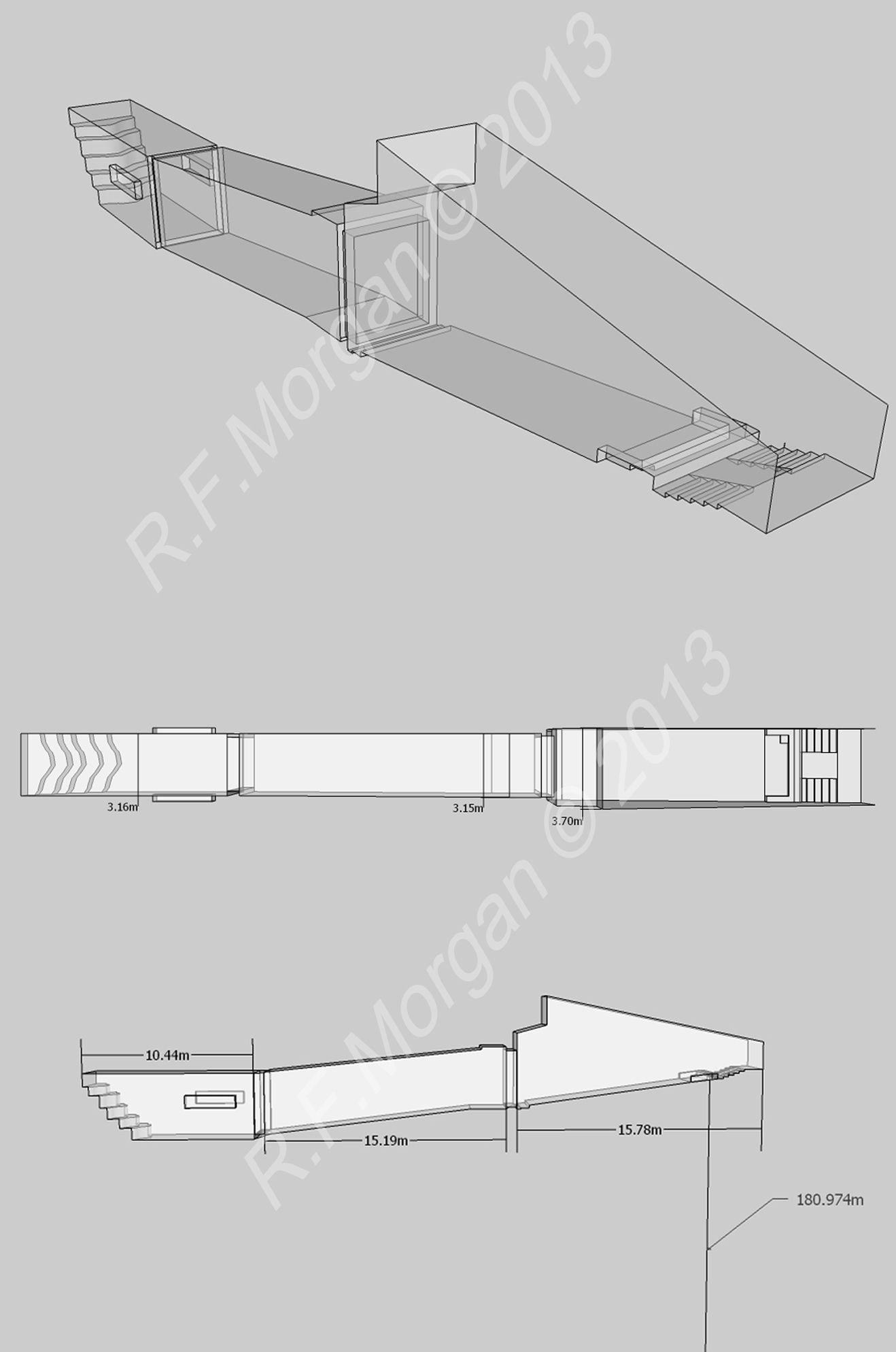
Hình ảnh của KV18 lấy từ một mô hình 3d